# Château de Bonnes
 (16 octobre 2016).
Le château de Bonnes est situé dans le village de Bonnes, dans le sud du département de la Charente, au bord de la Dronne.
Il a été édifié au début de la Renaissance sur le château médiéval de la seigneurie de Bonne et remanié au XVIIe siècle, avec une de ses façades en style classique. Il a été en grande partie détruit à la Révolution.
Le château a été en partie inscrit monument historique le 10 avril 1974 pour l'aile Renaissance et le 4 décembre 1995 pour les deux ailes du château, à l'exclusion de la partie construite au XXe siècle.
L’édifice est l’objet d’un programme de restauration important depuis l’année 2007.

## Historique
La seigneurie de Bonnes rendait hommage au château d'Aubeterre et aurait appartenu aux Lambert au XIIe siècle, aux La Roche au XIVe siècle. Robert de La Marthonie, maître d'hôtel de François Ier épouse Jeanne de Cablanzac qui lui apporte Bonnes dont il va reconstruire le château au tout début du XVIe siècle.
À la suite de litiges en 1659 le château de Bonnes revient à Marie de Pompadour, marquise d'Aubeterre. Ce château sera le lieu de résidence des châtelains d'Aubeterre jusqu'à la vente en 1770 à Jean-Baptiste Perrier de Gurat qui démembre et vend ses terres à partir de 1802.

### Moyen-Âge
Les premières fortifications de Bonnes remontent au IXe siècle, avec, sur la rive droite haute, ce qui deviendra plus tard le château de Bonnes, sur la rive basse un peu en amont des tours de bois dont les mottes sont encore visibles.
Ces fortifications ont été érigées par l’évêque de Périgueux pour interdire aux Vikings la remontée de la Dronne jusqu’à la grande abbaye bénédictine de Brantôme que venait de fonder Charlemagne. Les Vikings franchirent néanmoins par deux fois les défenses et pillèrent l’abbaye en 847 et 857.
La seigneurie de Bonnes fut une seigneurie importante, non par la taille de son domaine mais par les personnages qui en furent les seigneurs. Elle fut d’abord le berceau de la famille de Lambert de Saint-Bris, dont une branche resta en Périgord et une autre devint les marquis de Saint-Bris (dans l’Auxerrois), au XVIIe siècle, après avoir, comme plusieurs gentilshommes du Périgord, aidé Henri IV à la conquête du trône.

L’actuel château de Bonnes est édifié sur les fondations du château médiéval qui fut le siège seigneurial de la famille de Lambert et de ses descendants pendant six siècles, du XIe au XVIe siècle, sous des noms différents, le château ayant souvent échu à des femmes, et tantôt dans le domaine du roi de France, tantôt sous la couronne britannique (et rétrocédé au domaine anglais, y compris Aubeterre, au traité de Brétigny en 1360).
La fille de Pierre de Lambert, Ève de Lambert, quatrième enfant, épousa Guy de La Roche, chevalier, dont naquit Aimery de La Roche, aussi chevalier et seigneur de Bonne. Ce dernier épousa Marguerite Flamenc, famille alliée à la famille de La Marthonie et co-seigneurs de Bruzac à Saint-Pierre-de-Côle dans la haute vallée de la Dronne. Leur fille Catherine de La Roche, dame de Bonne, se maria à Penot Rudel (de la famille des comtes de Périgord) et ils eurent pour fille Marie Rudel, qui épousa Aimery de Camblesac, chevalier. Il semble que pendant cette période une co-seigneurie de Bonne était établie puisqu’un testament fut confirmé en 1483 pour un Guillaume de Lambert, seigneur de Bonne. A noter qu’en 1521 un Raymond de Lambert est toujours seigneur de Nadelin, dans la paroisse.
A la retraite des Anglais de Bonnes et Aubeterre, Marie Rudel voulut rentrer dans ses biens maternels sur le seigneur d’Aubeterre, qui tenait le parti des Anglais et qui occupait la plus grande partie de ses biens et refusait de les rendre.
De leur mariage naquit notamment Jean de Camblesac, dont la fille Jeanne épousa Robert de La Marthonie.
De ce château médiéval subsistaient – et ce jusqu’à la Révolution -  plusieurs tours. L’une d’elles avait été transformée au XVIIe siècle en pavillon-escalier, qui subsiste de nos jours et est qualifié de « vestibule » dans le rapport de 1792. De l’époque médiévale ne subsistent que les murs sud donnant vers l’église, le pignon du corps de logis principal (qui au Moyen-Âge était un mur intérieur) et celui sur lequel fut adossé à la Renaissance une galerie à arcades ouverte sur le nord. Sont également encore visibles des restes de portes et de cheminées ainsi qu’un départ de tour sur un angle toujours muni de ses meurtrières. 

### Période Renaissance
Robert de La Marthonie (1470-1537) est le fils d’Étienne Le Veyrier de La Marthonie, seigneur de Saint-Jean-de-Côle, et d’Isabeau Hélie de Pompadour (mariés en 1465). Son frère aîné, Pierre-Mondot, qui fut président du parlement de Paris et le troisième personnage du royaume pendant la captivité de François 1er, fit bâtir le château de Puyguilhem (sur la commune de Villars), son frère Gaston de La Marthonie fut évêque de Dax.
Gouverneur de Touraine, ami et maître d'hôtel du roi François 1er, membre du parlement de Bordeaux, Robert de La Marthonie fit bâtir à Bonnes un château Renaissance et notamment, entre le châtelet médiéval et le corps de logis principal une galerie à sept arcades en anses de panier soutenues par de fines colonnes ornées destinées à apporter de la fraîcheur l’été, un promenoir tel qu’on peut en voir dans les châteaux de la Loire, et fit décorer de peintures tout l’intérieur du château.
En ce temps, les châteaux du Périgord sont rudes, construits sans fioritures. Mais Robert de La Marthonie, homme de cour ayant suivi la construction des châteaux du val de Loire et gouverneur de Touraine, donne à Bonnes une note Renaissance très raffinée, caractéristique d’une résidence d’été.
Il fait orner le mur médiéval côté église de fenêtres ouvragées qui répondent au portail Renaissance qu’il fait construire pour l’église. On peut encore lire dans deux macarons de ce rare portail du XVIe siècle, malgré les mutilations, les initiales « RI » : « R » pour Robert de La Marthonie, le « I », confondu à l’époque avec le « J », étant Jeanne de Camblesac, l’héritière de la seigneurie de Bonnes.
À l'époque, l'église aurait été reliée au château par un corps de bâtiment enjambant l’actuel chemin communal qui descend à la rivière.
Du mariage de Jeanne de Camblesac avec Robert de La Marthonie naquit une fille, Marie de La Marthonie (1495–1523). Robert de La Marthonie épouse en secondes noces Catherine Motier de La Fayette, petite fille du maréchal Gilbert Motier de La Fayette, veuve de François de La Platière, de qui elle eut un fils, Humbert, qui deviendra également maréchal de France. Du mariage de Robert avec Catherine de Lafayette naquit Claude de La Marthonie, qui mourut sans héritier.
Marie de La Marthonie épouse en 1513 le baron Jean III de Grignols (1499–1547), fils de Jean II et d’Antoinette de La Force, seigneur dans le Bazadais, qui combattit en Italie avec le roi François Ier. Jean de Grignols, devenu seigneur de Bonne, veuf en 1523, épouse ensuite Jeanne d’Allegret.
À cette époque entre Périgord et Saintonge, prendre le parti des protestants ou des catholiques est le marqueur majeur. Les Bouchard d’Aubeterre et la quasi-totalité de la vicomté sont du parti protestant. Bonnes, dont les Grignols s’opposaient aux Bouchard, fut en partie détruit. Antoine de Grignols, seigneur de Bonne (qui avait épousé en 1571 Jeanne de Saint-Astier, fille du gouverneur du Périgord), mourut dans un combat sur la Vienne près de Châtellerault, après la levée du siège de la Guierche, et son corps fut porté à Bonnes où il fut enterré dans l’église.
Les Grignols malgré leurs nombreux fiefs, mais qui diminuent au fil des naissances, s’appauvrissent. C’est dès cette époque que, pour terminer les travaux de la galerie Renaissance, ils obstruent les arcades, dans lesquelles ils créent néanmoins des fenêtres soignées. Les destructions des guerres de Religion, notamment à Bonnes, ont aussi contribué à amoindrir leur fortune.
C’est ainsi que les Grignols en viendront à vendre au début du XVIIe siècle leur seigneurie de Bonnes aux Pompadour.

### Période classique
La famille de Pompadour s’entend avec François d’Esparbès de Lussan, le maréchal d’Aubeterre, premier du nom, pour conclure un mariage entre Marie de Pompadour, Demoiselle de Bonne, avec François II d’Esparbès de Lussan. La famille de Pompadour connaissait bien la vallée de la Dronne : une demoiselle de Pompadour fut l’épouse de François II Bouchard d’Aubeterre, une autre était la mère de Robert de La Marthonie.
C’est la branche cadette des Aubeterre, celle de Bonnes, qui s’illustra. Dans un premier temps le cadet, François II, fut institué héritier par sa mère à la place de son frère aîné Pierre en 1637. À la suite d’un retentissant procès, terminé par un arrêt du Parlement de Paris de 1650, le seigneur de Bonnes partagea la châtellenie d’Aubeterre avec son frère aîné.
François II d’Esparbès de Lussan, puis son fils Pierre, comte de Bonne et d’Aubeterre (puis plus tard de Jonzac) furent de célèbres lieutenants-généraux des armées du roi. Ils créèrent successivement les régiments Aubeterre-Infanterie et Aubeterre-Cavalerie (pendant un siècle il y eut - par période - des régiments d'Aubeterre), et participèrent à toutes les guerres contre l’Empire, les Habsbourg et l’Angleterre qui dessinèrent les frontières nord et est de la France.
François II et Marie de Pompadour firent transformer le château de Bonnes en château classique.
Cette période redonne au château une seconde vie, prestigieuse, la façade est redessinée dans le style classique : la tour médiévale, arasée et alignée sur la façade ont les proportions du rectangle d’or.
De belles cheminées peintes y sont créées, comportant des messages énigmatiques. Ces tableaux, peints directement sur la pierre, qui ont par miracle survécu - la cheminée d’Hercule et la cheminée de Caïn et Abel - initiés par François II d’Esparbès et Marie de Pompadour, sont hautement symboliques et comportent plusieurs niveaux de lecture. Sur la cheminée d’Hercule figurent les divinités Athéna, Apollon, Pan, ainsi qu’Héraclès (François II d’Esparbès) et Marie de Pompadour (en habits du XVIIe siècle). Les dieux de la guerre vertueuse d’un côté (Athena et Apollon) et le dieu du désordre et de la duplicité de l’autre (Pan). Il s’agit d’abord d’une référence au mythe philosophique "d’Hercule à la croisée des chemins", initié par Prodicos de Ceos au Ve siècle av. J.-C.
La cheminée de Caïn et Abel rejoint la mythologie grecque en étant consacrée à la même thématique du Bien et du Mal.
À un autre niveau de lecture, ces deux peintures ont pour sujet les guerres de Religion et le combat des protestants contre les catholiques.
C’est seulement lors de la révocation de l’édit de Nantes que Pierre d’Esparbès de Lussan, le fils de François II, abjura la religion protestante pour lui et les siens. Mais toute la famille en restera profondément et secrètement marquée.
Pierre d’Esparbès de Lussan d’Aubeterre (1657–1748, mort à 91 ans), comte de Bonne et, après mariage en 1678 avec sa cousine germaine Julie-Michèle de Sainte-Maure, comte de Jonzac, passa l’année sur les champs de bataille et l’hiver à la cour (ainsi que plusieurs membres de la famille, comme le chevalier d'Aubeterre. Il s’agit de Léon d’Aubeterre, oncle de Pierre). Ils habitèrent peu les châteaux de Bonnes et de Jonzac.
Pierre devint également lieutenant-général des armées du roi. Il combattit souvent aux côtés de Vauban, au siège de Luxembourg en 1684 (qui fut cause de la formation de la Ligue d’Augsbourg, la ville fut rendue aux Habsbourg par le traité de Ryswick), aux sièges de Philippsburg, Manheim, Frankendal en 1688 (guerre de la Ligue d’Augsbourg), à la bataille de Fleurus en 1690, au siège de Namur, au combat de Steinkerque, au bombardement de Charleroi en 1692. Mestre de Camp du Régiment d’Aubeterre-Cavalerie en 1693, il combattit à Neerwinde en 1694, au siège de Charleroi, à Bruxelles, sur la Meuse, en Piémont.
Au siège de Verrue (près de Turin) d'octobre 1704 à avril 1705 pendant la guerre de Succession d’Espagne, le comte de Bonne est grièvement blessé à la tête par un obus (28 décembre 1704), ce qui ne l’empêche pas d’être de nouveau sur les champs de bataille en 1705, bataille de Calcinato, siège de Chivas, bataille de Cassano (1705), siège de Turin (1706).
En 1712 il se retire de la vie militaire, après 37 ans de campagnes incessantes, et occupa le poste de gouverneur des places de Collioure et de Port-Vendres jusqu’en 1747.
Ses enfants et petits-enfants s’illustrèrent également dans les armes. En 1745 à la bataille de Fontenoy, ils étaient trois cousins sur le champ de bataille.
Son fils Louis-Pierre Joseph épousa Marie-Françoise Hénault d’Armorezan, sœur du « président Hénault » qui décrit dans ses mémoires amplement la vie des Esparbès de Lussan.

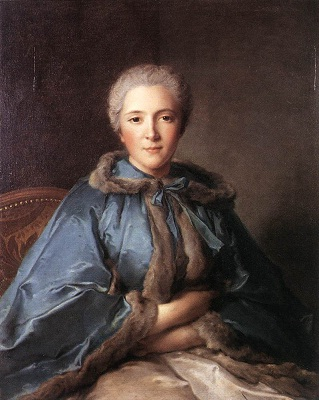
Portrait de la comtesse de Tillières
(Michelle de Lussan d’Aubetterre de Jonzac
1750 par Jean-Marc Nattier
Londres, Wallace Collection.

Ses petits-enfants sont représentés dans le tableau de Lescrinier « Les cinq sens » en 1727 :
- François Pierre, lieutenant-général, gouverneur de Collioure et de Port-Vendres, marié à la petite fille de Colbert, sans descendance ;
- Louis Henri, comte de la Serre, chef de corps du Régiment Royal-Vaisseaux, mort au combat (Lawfeld, 1747) ;
- Jean-Baptiste Charles, chevalier d’Aubeterre, chevalier de Jonzac, chef de corps du Royal-Vaisseaux, mort au combat (Bruxelles, 1746) ;
- Michèle, mademoiselle de Bonne et de Jonzac, marquise de Tillières ;
- Marie-Françoise, qui épouse son cousin Joseph-Henri d’Esparbès de Lussan, second maréchal d’Aubeterre.

### FinXVIIIesiècleet Révolution
La famille d’Esparbès de Lussan d’Aubeterre, qui n’a pas de grands domaines, vit des soldes et pensions, dépense beaucoup à la cour et n’a plus assez pour ses châteaux. Ainsi sans doute commence le déclin du château de Bonnes dès la première moitié du XVIIIe siècle. En 1745 le château est extérieurement intact mais le domaine est déjà très amoindri. Par ailleurs on a vu que de nombreux descendants meurent dans les sanglantes batailles du XVIIIe siècle.
Lorsque le château est mis en vente par les derniers représentants de la famille en 1770, les visiteurs peuvent traverser 33 pièces, dont une salle qu'on peut évaluer de 120 m2 à 150 m2. Il est hérissé de tours et de décors de toitures. Aujourd'hui, dans sa partie ancienne, il ne reste plus que 11 de ces pièces soit le tiers du château d'origine. Le domaine se compose alors encore de six exploitations agricoles.
À cela s'ajoute un moulin à grain, qui fut en fonction jusque dans les années 1930 et un moulin à huile sur la Dronne en partie disparu. Les terres de bonne qualité ne représentent plus alors que 250 ha maximum ce qui suffisait à peine à l’entretien courant et était loin de pouvoir entretenir au château une vie brillante.
Après 1770, Le château de Bonnes appartient à une famille bourgeoise, les Périer de Gurat.
Jean-Baptiste Périer, bourgeois d’Angoulême possédant la terre noble de Gurat, près de Villebois-Lavalette, fut du parti girondin au début de la Révolution et fut élu maire d'Angoulême. Par la suite il fut du fait de son action persécuté par les conventionnels et emprisonné, son gendre guillotiné. Son château de Bonnes, anciennement en Périgord (et encore dans l’évêché de Périgueux au début de la Révolution), passé dans le département de la Charente lors de la création des départements en 1790, « qui possède les plus beaux meubles armoriaux de la Charente », est saccagé et systématiquement mutilé. Libéré de prison après l’exécution de Robespierre, Périer de Gurat, gravement malade, fait vendre les restes du château et tous les terrains environnants ainsi que les fermes et moulins.

### XIXeetXXesiècles
Ce qui reste de l’édifice est progressivement dégradé pendant tout le XIXe siècle et la première moitié du XXe siècle, la tour carrée qui est la dernière des tours encore debout ainsi qu’un vestige de bâtiment adjacent sont transformés en ferme, une maison de village est bâtie en 1800 à l’emplacement du châtelet d’entrée et partiellement à la place de la galerie Renaissance. La partie centrale est acquise par la commune de Bonnes en 1859 et transformée en mairie-école. Le Salon de Caïn et Abel sert de salle de classe et le Salon d’Hercule de logement de l’instituteur.
Pendant la Seconde Guerre mondiale, la ligne de démarcation est à quelques kilomètres, sur la rive basse de la Dronne. La partie centrale du château loge la Banque de Monaco[Quoi ?], dont l’occupant allemand respecte la neutralité.
À partir de 1950 un nouvel acquéreur, la famille Delmond, réunit lentement et patiemment les trois parties de ce qui reste du château : la partie centrale en 1950, la maison de village donnant vers l’église et adossée à la galerie Renaissance en 1973, la tour et sa petite aile en 1993. Ainsi sont rassemblés les vestiges du château de Bonnes, et les travaux de restauration sont depuis 2007 menés par cette famille pour redonner à l’édifice un peu de son prestige.

## Architecture
La partie de style Renaissance était constituée de deux ailes en équerre, trois tours et une porterie. Puis des agrandissements (prolongement d'une aile) et embellissements ont été effectués au XVIIe siècle.
Du château de Bonnes il ne reste autour de la cour rectangulaire que le logis avec accolé un pavillon quadrangulaire à couverture en pyramide et une aile perpendiculaire datant du début du XVIe siècle. Une autre aile et une tour ont disparu.

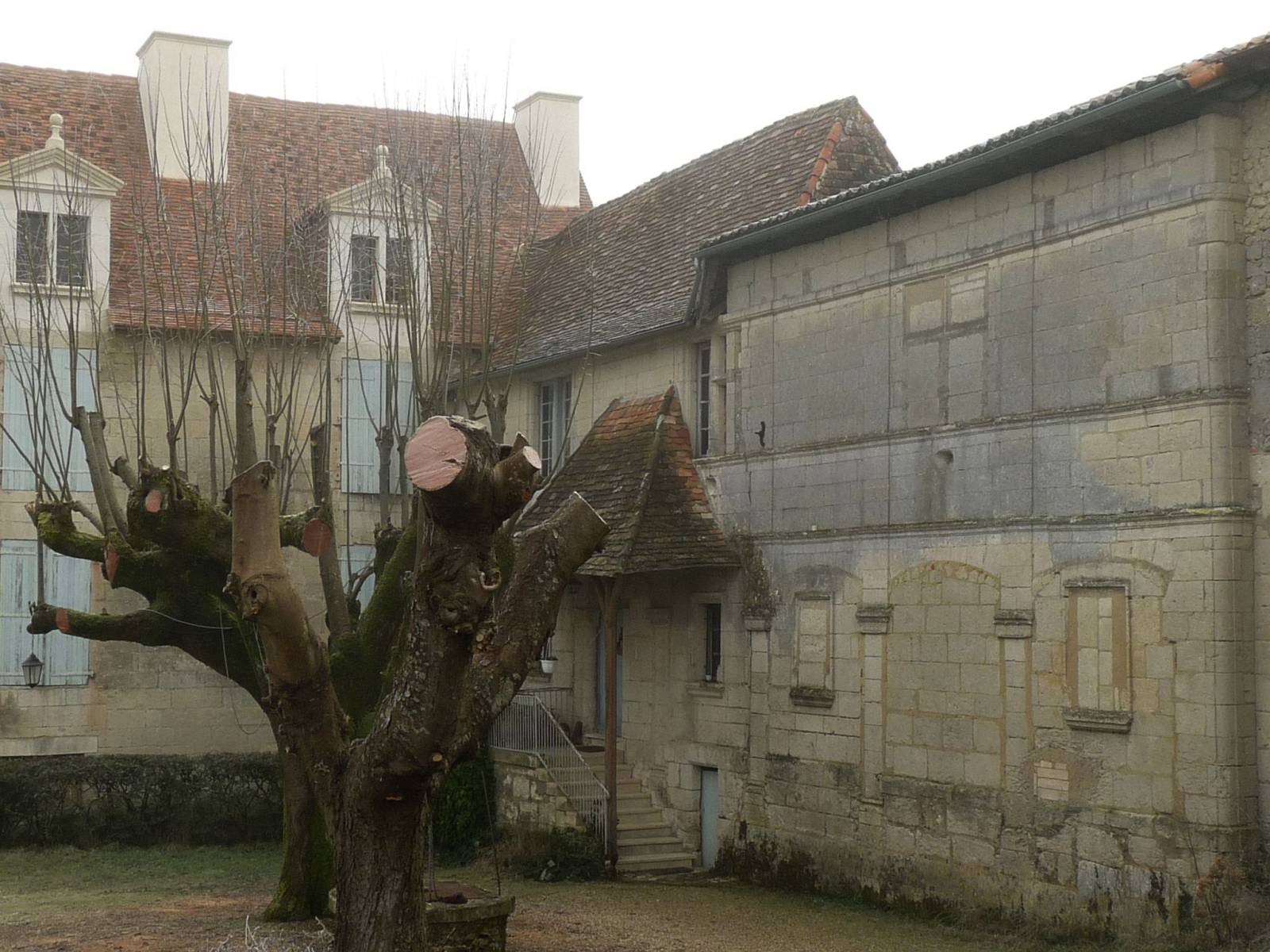
La cour et l'aile.
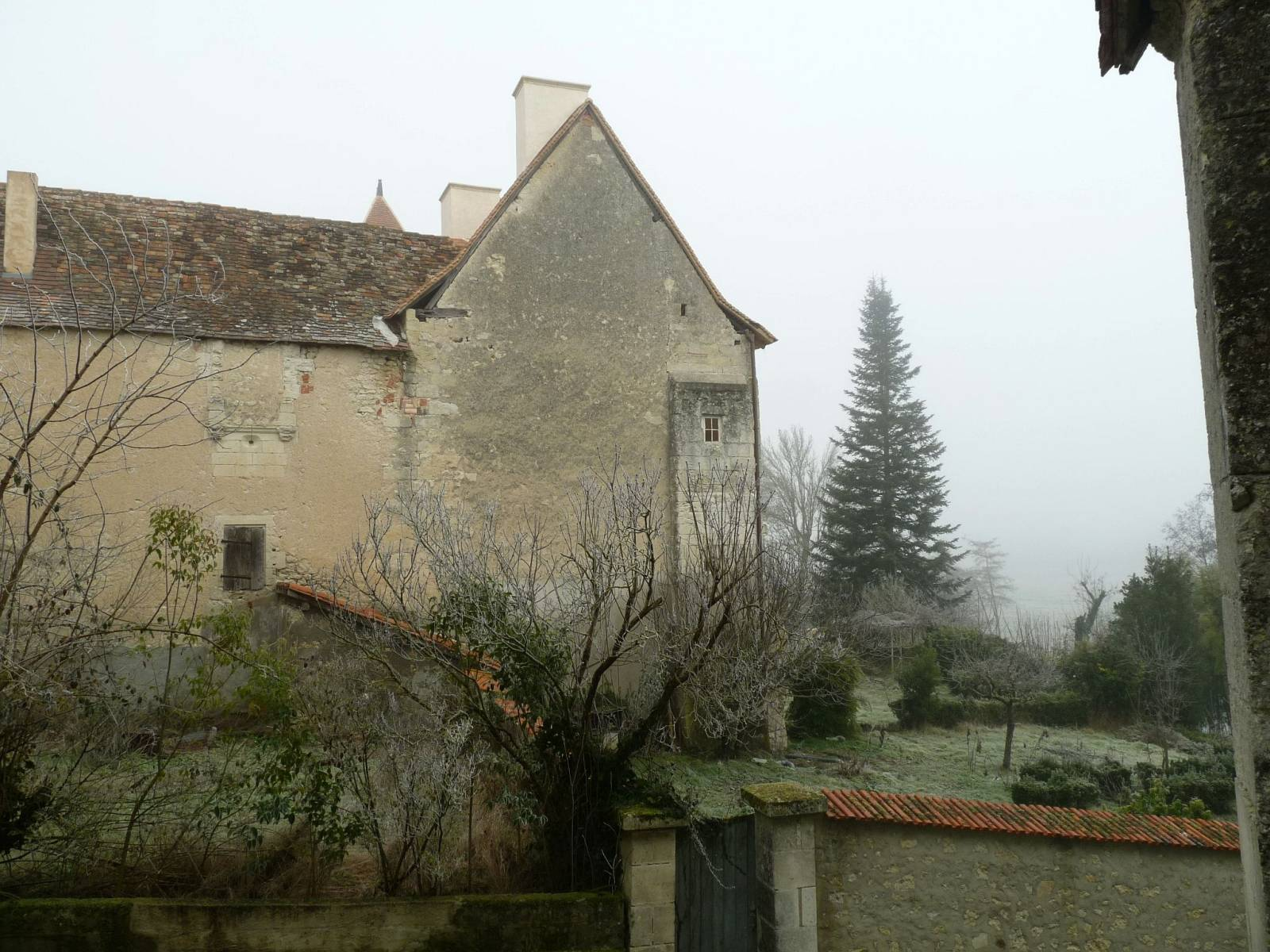
Le château et le parc vus de l'église.